# Zamek Oshi
Zamek Oshi (jap. 忍城 Oshi-jō) – zamek w Gyōda, w prefekturze Saitama, w Japonii. W okresie Edo kwatera główna hanu Oshi. Znany także jako shinobi-no-uki-shiro, dosł. „zamek, który przetrwał pływając” lub kijō, dosł. „żółwi zamek”. Zabytek prefektury Saitama. Jeden z siedmiu sławnych zamków Kantō.

## Historia

### Okres Sengoku –Azuchi-Momoyama
Około 1487 r. Shōtō Narita (ojciec) i Akiyasu Narita (adoptowany syn) zniszczyli lokalny ród ninja służący rodzinie Ōgigayatsu Uesugi i na jej terenach wybudowali fortecę. Działania te wywołały rok później ataki ze strony rodu Ōgigayatsu Uesugi. Po mediacjach z pełnomocnikiem rodu Ōgigayatsu Uesugi – Dōkanem Ōta terytorium to zostało przyznane rodowi Narita. Po bitwie pod zamkiem Kawagoe wpływy późnego klanu Hōjō (inaczej Odawara Hōjō) dosięgły regionu Kantō, co wywołało reakcję rodu Narita. W 1553 r. Ujiyasu Hōjō przypuścił nieudany atak na zamek Oshi.
Gdy w 1559 r. Kenshin Uesugi przybył do regionu Kantō, ród Narita poprzysiągł lojalność klanowi Uesugi. W 1561 r. ówczesny właściciel zamku Oshi, Nagayasu Narita, pomagał Kenshinowi Uesugi w przeprowadzeniu ataku na bardzo podobny zamek Odawara. Podczas ceremonii objęcia władzy przez Kenshina o charakterze namiestnika (kanrei) nad regionem Kantō, która odbywała się w chramie Tsurugaoka Hachiman-gū w Kamakurze, Nagayasu obraził Kenshina i został wydalony z jego świty. W 1574 r. Kenshin Uesugi oblegał zamek Oshi, lecz nie był w stanie go zdobyć.
W 1590 r. podczas oblężenia Odawary, właściciel zamku Oshi, Ujinaga Narita, brał udział w obronie swojej posiadłości. Spośród wasali i chłopów wystawił do obrony 3 tys. ludzi. Dowódcą armii Hideyoshiego Toyotomi odpowiedzialnym za atak na zamek Oshi był Mitsunari Ishida. Po zapoznaniu się z terenem postanowił podtopić zamek przy pomocy wody z pobliskiej rzeki Tone i wybudował w tym celu groblę długości 28 km, zwaną „groblą Ishidy”. Ostatecznie zamek nie został podbity przez co budził wielki szacunek. Obrońcy zamku skapitulowali, dopiero gdy doszła ich wieść o upadku zamku Odawara. Po tych wydarzeniach zamek został nazwany shinobi-no-uki-shiro.
Według podań, znaczącą rolę w obronie zamku odegrała córka Ujinagi Narity, Kai-hime. Ten fakt wydają się potwierdzać dokumenty historyczne, nad którymi obecnie trwają badania.

### OkresEdo
Po przejęciu regionu Kantō przez Ieyasu Tokugawę, zamek Oshi przypadł czwartemu synowi Ieyasu, Tadayoshi Matsudaira. Posiadłość stała się siedzibą władcy hanu Oshi. Roczna produkcja hanu wynosiła 100 tys. koku ryżu. Następnie zamek trafił w ręce rodu Abe, co spowodowało ekspansję i wytyczanie nowych granic posiadłości, która przybrała ostateczny kształt około roku 1702.
Zabudowania wokół zamku pełniły funkcję pocztowej stacji odpoczynkowej (shukuba) na bocznej odnodze traktu Nakasendō, a pobliska rzeka Tone była ważnym szlakiem transportu towarów, co przyczyniło się do rozwoju miasta. Od końca okresu Edo teren ten stał się sławny z produkcji skarpet tabi.

### Okres odMeijidoShōwa
Podczas reformy administracyjnej (haihan-chiken) w 1871 roku, han Oshi został podzielony na dwa okręgi. Zamek został opuszczony i z biegiem czasu zniszczony. Na jego ruinach powstał publiczny park (Park Narita → Park Oshi).

### Okres powojenny
W październiku 1949 roku w parku Oshi, na terenie wewnętrznego dziedzińca zamku wybudowano boisko baseballowe miasta Gyōda. Następnie 17 lutego 1988 na terenie ruin otwarto skansen Gyōda, w którym znajdują się zrekonstruowane trzy wieże zamku. Nie zachowały się fundamenty frontu zamku i większości zabudowań, a dokumenty historyczne zawierały sprzeczne informacje odnośnie do ich lokalizacji, przez co nie zostały one zrekonstruowane. Do dziś przetrwały szańce otaczające ruiny.

## Powieści, których akcja rozgrywa się w zamku Oshi
- "Mizu no shiro. Imada rakujō sezu." – Machio Kazeno
- "Fūrainin Bōchō" – Fūtarō Yamada
- "Nobō no shiro" – Ryō Wada
- "Guren no Ōkami – Masataka Miyamoto